# Banco do Estado da Paraíba
O Banco do Estado da Paraíba (PARAIBAN) foi um banco brasileiro do estado da Paraíba. O banco foi privatizado em 2001 e adquirido em leilão realizado em 8 de novembro de 2001 pelo grupo bancário neerlandês ABN AMRO por R$ 76,5 milhões.

## História
O Banco da Parahyba, primeiro banco paraibano e fundado por políticos e capitalistas de João Pessoa, então Parahyba do Norte, foi fundado em 11 de janeiro de 1924, tendo à frente Isidro Gomes. Em 1928 contava com um capital de Rs. 1.084:800$000, pagando juros de 3%  a.a., no caso de contas correntes de movimento e de até 7% no caso de depósito a prazo fixo. Em setembro de 1929, o Estado socorre o banco então em dificuldades e assume seu controle, transformando-o no Banco do Estado da Paraíba.[carece de fontes?]
Durante o governo Collor, foi liquidado pelo Banco Central. Voltou a funcionar em 1992, com apenas 5 agências. Aproximadamente dez anos depois, mais precisamente em 8 de novembro de 2001, o Paraiban foi vendido ao Banco ABN AMRO Real. Em março de 2002, o Banco do Estado da Paraíba foi fundido e incorporado com o ABN AMRO Real.